# Einar Strøm
Einar Johan Strøm (Haugesund, 17 marzo 1885 – Bergen, 26 settembre 1964) è stato un ginnasta norvegese.

## Palmarès

### Olimpiadi
- 1 medaglia:
  - 1 oro (Stoccolma 1912 nel concorso libero a squadre)